# Ritratto della giornalista Sylvia von Harden
Ritratto della giornalista Sylvia von Harden (Bildnis der Journalistin Sylvia von Harden) è un dipinto del pittore tedesco Otto Dix del 1926.

## Storia
La giornalista Sylvia von Harden, che è il soggetto raffigurato nel dipinto, ha descritto la genesi del ritratto nel suo articolo Erinnerungen an Otto Dix ("Ricordi di Otto Dix") del 1959. Stando alle sue parole, il pittore l'avrebbe incrociata per strada e sarebbe rimasto colpito dall'aspetto di lei. Alcune fonti documentano un dialogo che i due avrebbero avuto:
Von Harden: Quindi vorresti dipingere i miei occhi spenti, le mie orecchie decorate, il mio naso lungo e le mie labbra sottili; vuoi anche dipingere le mie mani lunghe, le mie gambe corte e i miei piedi grandi, cose che potrebbero soltanto spaventare la gente e non deliziare nessuno?

Dix: Ti sei descritta in modo brillante. Sono sicuro che tutto ciò mi permetterà di realizzare un ritratto emblematico di un'epoca non interessata alla bellezza esteriore di una donna ma piuttosto alla sua condizione psicologica.»
Von Harden ha accettato di posare per il pittore. L'opera è terminata dopo diverse sessioni avvenute durante le settimane seguenti.
Nel 1961 il Musée National d'Art Moderne di Parigi ha acquistato l'opera dall'artista.

## Descrizione
Nel ritratto della giornalista Sylvia von Harden la donna è raffigurata mentre è seduta al tavolo di un caffè ed e collocata di fronte a uno sfondo rosso e rosa senza nessuna decorazione, porta o finestra. La donna ha una carnagione pallida, occhiaie profonde, dita lunghe e ossute, un taglio corto di moda negli anni venti, un naso lungo e appuntito e un volto spigoloso che, nell'insieme, le conferiscono un aspetto androgino. La bocca, leggermente socchiusa, è accentuata dalle labbra rosse scure e dal pallore del volto. Von Harden indossa un tubino a quadri rossi e neri e un monocolo sull'occhio destro, delle calze leggere e tiene una sigaretta russa nella mano destra. Gli unici due mobili rappresentati sono la sedia dorata su cui è seduta e il tavolino in marmo, sopra il quale sono collocati un portasigarette con il nome della giornalista, una scatola di fiammiferi con il simbolo dell'aquila tedesca e un bicchiere di Spritz. L'ambiente scarno conferisce maggiore importanza al soggetto ritratto, i colori vibranti danno all'insieme un senso di tensione e suspense, mentre la piega sulla calza introduce un elemento sensuale. Lo sguardo della donna, che è girato di tre quarti, sembra rivolgersi allo spettatore.

## Accoglienza
L'opera è considerata uno dei migliori ritratti di Dix, in quanto capace di trasmettere il senso di decadenza della repubblica di Weimar, nonché un significativo esempio di Nuova oggettività.